# Sinoporus
Sinoporus – wymarły rodzaj chrząszczy z rodziny pływakowatych. Obejmuje tylko jeden gatunek, Sinoporus lineatus. Żył w kredzie na terenie współczesnych Chin.

## Taksonomia
Rodzaj i gatunek typowy opisane zostały po raz pierwszy w 2010 roku przez Aleksandra Prokina i Ren Donga. Opisu dokonano na podstawie skamieniałości odnalezionej w Formacji Yixian na terenie chińskiego Huanbanjigou. Pochodzi ona z kredy wczesnej. Nazwa rodzajowa to połączenie łacińskiej nazwy Chin, Sinae, z nazwą rodzaju Hydroporus. Epitet gatunkowy natomiast oznacza po łacinie „paskowany”.
Takson ten klasyfikowany jest w obrębie pływakowatych jako incertae sedis. Wyróżnia się na tle całej rodziny unikalną budową spodu zatułowia, przywodzącą na myśl mokrzelicowate, podczas gdy kształtem ciała przypomina przedstawicieli rodzaju Laccophilus, ubarwieniem zaś Coptotomus.

## Morfologia
Chrząszcz o jajowatym w zarysie ciele długości 7 mm i szerokości 4 mm, najszerszym pośrodku. Głowa i przedplecze były jasno ubarwione, pokrywy zaś ciemne w jasne pasy. Oczy złożone pozbawione były wcięcia na przedniej krawędzi. Przedplecze było 2,8 raza szersze niż dłuższe i miało zaokrąglone kąty przednie oraz przedni brzeg. Boczne brzegi przedplecza i pokryw zakrzywione były osobno. Tarczka była widoczna od zewnątrz, w zarysie trójkątna z zaokrąglonymi narożnikami. Biodra odnóży środkowej pary były zaokrąglone i położone blisko siebie. Zapiersie (metawentryt) miało skrzydełka (płaty boczne) długie, acz krótsze od tylnych bioder, nieosiągające boków ciała, o niemal prostych krawędziach tylnych zbiegających się ku tyłowi pod rozwartym kątem. Wyrostki zabiodrzy miały proste boki i prosto ścięty wierzchołek. Tylna para odnóży cechowała się prostymi goleniami sięgającymi do tylnej krawędzi czwartego z widocznych sternitów (wentrytu) odwłoka.